# Белый, Михаил Михайлович
Михаи́л Миха́йлович Бе́лый (род. 20 октября 1945) — российский дипломат. Чрезвычайный и полномочный посол (1994).

## Биография
Окончил МГИМО в 1968 году. На дипломатической работе в МИД СССР с 1970 года.
- В 1970—1974 годах — сотрудник посольства СССР в Сингапуре.
- В 1974—1977 годах — сотрудник центрального аппарата МИД СССР.
- В 1977—1982 годах — второй секретарь, первый секретарь Посольства СССР в Китайской Народной Республике.
- В 1983—1985 годах — советник, заведующий сектором в Отделе Юго-Восточной Азии МИД СССР.
- В 1985—1990 годах — советник Постоянного представительства СССР при ООН в Нью-Йорке (США).
- В 1990—1991 годах — заведующий отделом в Управлении стран Дальнего Востока и Индокитая МИД СССР.
- В 1992—1994 годах — начальник Управления/Департамента Азиатско-Тихоокеанского региона МИД России.
- В 1994 году — директор Первого департамента Азии МИД России.
- С 5 октября 1994 по 4 июня 1999 года — чрезвычайный и полномочный посол Российской Федерации в Сингапуре[1][2].
- В 1999—2004 годах — директор Второго департамента Азии МИД России.
- С 6 октября 2004 по 19 января 2007 года — чрезвычайный и полномочный посол Российской Федерации в Индонезии[3][4].
- С 6 октября 2004 по 19 января 2007 года — чрезвычайный и полномочный посол Российской Федерации в Кирибати, Восточном Тиморе и Папуа — Новой Гвинее по совместительству[5][6].
- С 28 декабря 2006 по 20 февраля 2012 года — чрезвычайный и полномочный посол Российской Федерации в Японии[7][8].

## Дипломатический ранг
- Чрезвычайный и полномочный посланник 1 класса (6 августа 1994)[9].
- Чрезвычайный и полномочный посол (6 августа 1994)[10].

## Награды
- Почётная грамота МИД России (2002)
- Орден Дружбы (8 июля 2011)[11]